# Réserve naturelle régionale du bassin de la Bièvre
La réserve naturelle régionale du bassin de la Bièvre (RNR206) est une réserve naturelle régionale située en Île-de-France. Classée en 2009, elle occupe une surface d'environ 6 hectares et protège un bassin de retenue (bassin destiné à contenir de l'eau de pluie, et dans certains cas de s'en protéger) de la Bièvre.

## Localisation

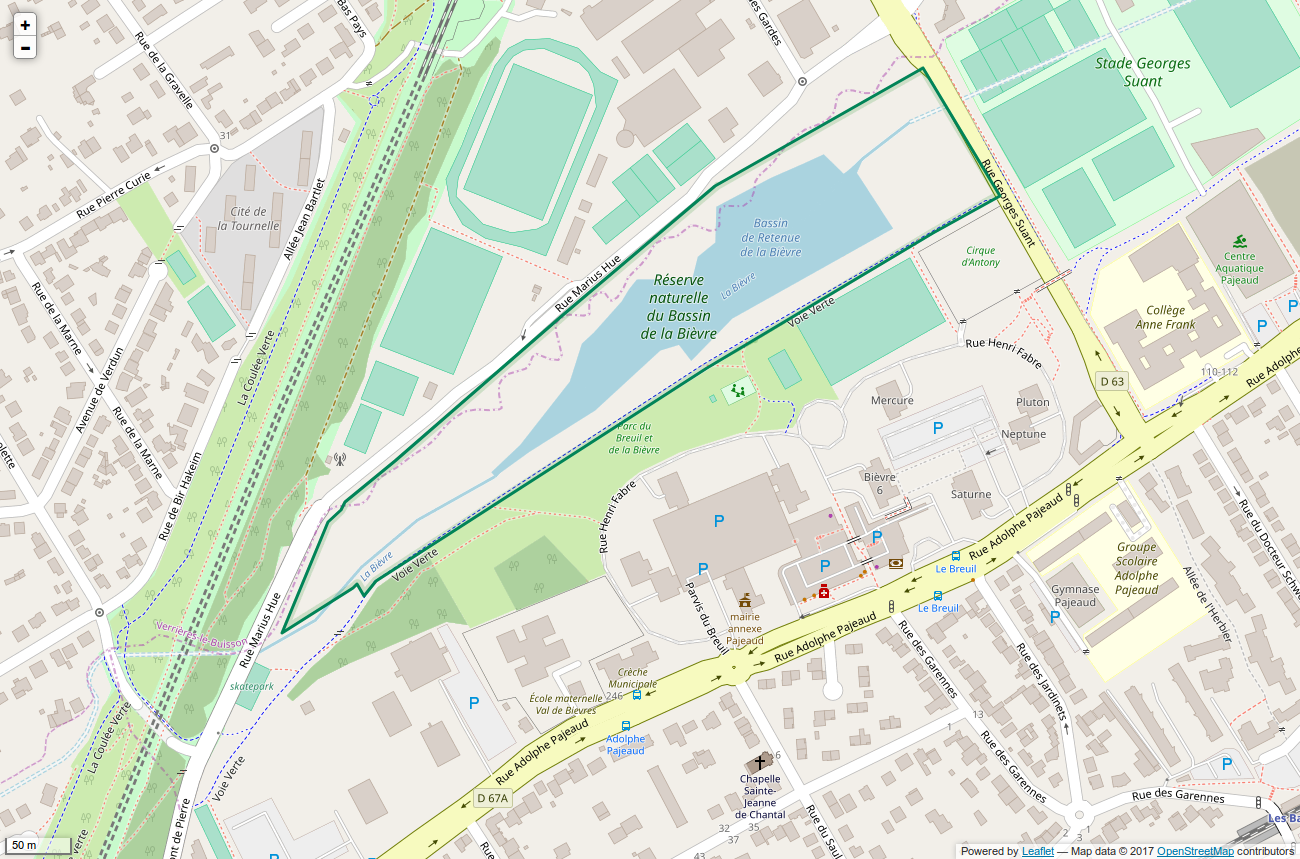
Périmètre de la réserve naturelle.

Le territoire de la réserve naturelle est dans les départements de l'Essonne et des Hauts-de-Seine, sur les communes d'Antony et de Verrières-le-Buisson. Elle couvre une superficie de 59 578 m2 (5 ha 95 a 78 ca lors du classement en 2009).

## Histoire du site et de la réserve
Le bassin est creusé dans les années soixante-dix pour éviter les inondations en cas de fortes pluies.
La végétation s'y développe et un ensemble de milieux variés (roselière, saulaie et boisements) permet l’installation de nombreuses espèces animales. Cela conduit en 1984 au classement en Zone naturelle d'intérêt écologique, faunistique et floristique (ZNIEFF no 2315002 puis 110001631).
À partir de 1995, le projet de classement en Réserve Naturelle commence.
En 2001, le site est classé Espace Naturel Sensible des Hauts-de-Seine.
Le 9 juillet 2009, le site du Bassin de la Bièvre est classé Réserve Naturelle Régionale (CP no 09-614). Le Centre Ornithologique Ile-de-France (CORIF) et le Syndicat interdépartemental pour l'assainissement de l'agglomération parisienne (SIAAP) en ont été désignées co-gestionnaires par délibération de la commission permanente du Conseil Régional d’Île-de-France (arrêté no 10-62).

## Écologie (biodiversité, intérêt écopaysager…)
Le site possède sept habitats, dont quatre sont très mal représentés sur le département des Hauts-de-Seine. Un total de 374 espèces est comptabilisé en 2011.
Marais miniature, il se compose notamment de roselières, d'une zone d'eau libre, de boisements humides ou encore de zones exondées.

### Flore
- Groupements végétaux de milieux humides
  - Saussaies marécageuses
  - Phalaris arundinacea
  - Phragmitaies inondées
  - Typhaies
- 198 espèces de plantes[7]
  - Callitriche platycarpa
  - Laîche paniculée
  - Myosotis scorpioides
  - Véronique mouron d'eau
  - Scirpe des marais

### Faune
Espèces recensées :
- 8 mammifères
- 3 amphibiens
- 2 reptiles
- 12 poissons
- 151 espèces d’oiseaux
  - hivernants rares
    - Bécassine des marais
    - Râle d'eau

  - hivernants très rares
    - Bécassine sourde
    - Butor étoilé

  - migrateurs très rares
    - Marouette ponctuée
    - Blongios nain
    - Rousserolle turdoïde

## Intérêt touristique et pédagogique

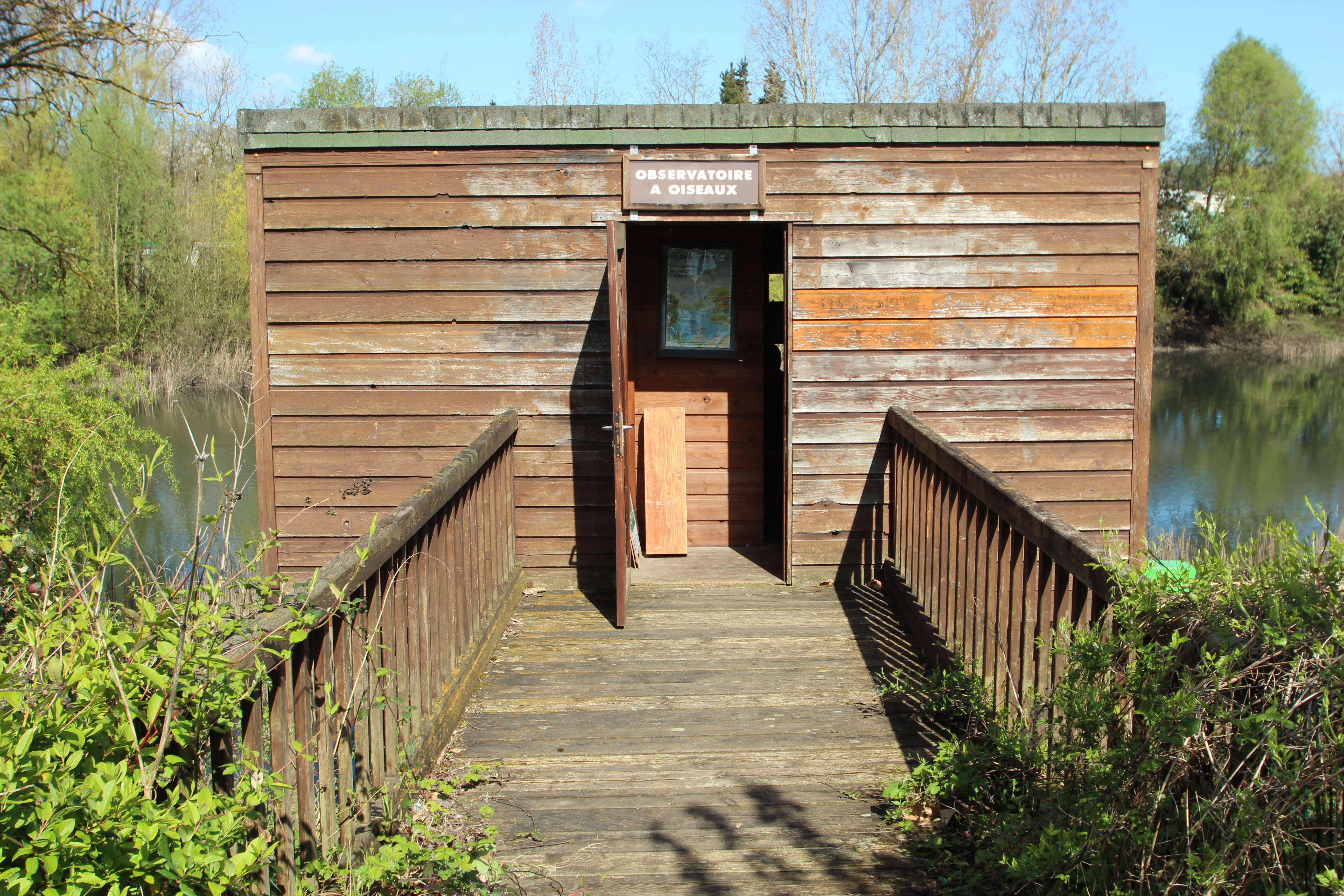
Observatoire à oiseaux avant travaux

Un sentier de découverte est aménagé ainsi qu'un observatoire et un point de vue.
Des travaux d'aménagement sont réalisés en 2017 afin de réaliser un cheminement pédagogique ou sentier d’interprétation en 2018 : un nouvel observatoire ornithologique, une plateforme d'observation, des palissades offrant des possibilités d’observation, l'aménagement d'une aire d'accueil du public, ainsi que la pose de panneaux et jalons pédagogiques.

## Administration, plan de gestion, règlement
La réserve naturelle est gérée par le Syndicat interdépartemental pour l'assainissement de l'agglomération parisienne (SIAAP) et le Centre ornithologique Île-de-France (CORIF).

### Outils et statut juridique
La réserve naturelle a été créée par une délibération du 9 juillet 2009.